# Bajka o bułeczce
Bajka o bułeczce (ros. Сказка про Колобок) – radziecki krótkometrażowy film lalkowy z 1969 roku w reżyserii Natalii Czerwinskiej. Nowa wersja Kołoboka, który zaprzyjaźnił się z mieszkańcami lasu.

## Fabuła
Opowieść o bułeczce, którą w czasie wędrówki chcą zjeść spotkane w lesie zwierzęta: zajączek, wilk, niedźwiedź i lisek. Kiedy jednak dowiadują się, iż bułeczka jest prezentem imieninowym, przezwyciężają łakomstwo i wędrują razem z nią do solenizantki.

## Animatorzy
- Jurij Norsztejn, Galina Zołotowska